# PZL M28
PZL M28 Skytruck là một loại máy bay chở hàng loại nhẹ và chở khách có khả năng cất hoặc hạ cánh ở đường băng ngắn, sản xuất bởi PZL Miele, nâng cấp từ máy bay Antonov An-28 có giấy phép sản xuất. Loại này sản xuất với tên PZL An-28. Loại máy bay dùng để tuần tra và tấn công mặt biển

## Thiết kế và phát triển
Chiếc Antonov An-28 là chiếc chiến thắng trong cuộc đua cùng Beriev Be-30 cho một loại máy bay chở khách hạng nhẹ và chở hàng cho những chuyến chở ở quãng đường ngắn của Aeroflot, nhằm thay thế cho loại máy bay hai tầng cánh An-2. Về căn bản chiếc An-28 được phát triển từ Antonov An-14. Giống An-14 với cánh cao, cánh đuôi kép và bánh lái, nhưng khác ở chỗ có một động cơ phản lực cánh quạt mới và cộng thêm thân máy bay lớn hơn nhiều. Động cơ ban đầu là TVDd-850, nhưng phiên bản sản xuất được trang bị động cơ khoẻ hơn là TVD-10B, với ba cánh.
Chiếc An-28 có chuyến bay đầu tiên dưới tên An-14M vào tháng 9 năm 1969 ở Ukraina. Một máy bay tiếp theo được sản xuất trước kì hạn có chuyến bay đầu tiên vào tháng 4 năm 1975. Sản phẩm An-28 sau đó được chuyển tới hãng PZL Mielec của Ba Lan vào năm 1978, mặc dù không được chuyển giao tới ngày 22 tháng 7 năm 1984, năm mà chiếc máy bay đầu tiên do Ba Lan sản xuất có lần bay đầu tiên. Giấy phép chứng nhận An-28 của Liên Xô được trao vào tháng 4 năm 1986.
PZL Mielec trở thành nguồn cung cấp An-28 duy nhất. Phiên bản cơ bản, không khác so với chiếc của Liên Xô, được thiết kế là PZL An-28 và sử dụng động cơ PZL-10S. Chúng được sản xuất chủ yếu cho Liên Xô, cho tới khi tan rã. Loại máy bay này sau đó được phát triển bởi PZL Mielec thành một phiên bản dành cho Đông Âu sử dụng loại động cơ 820 kW Pratt & Whitney PT6A-65B với 6 cánh quạt, cộng thêm một số hệ thống điện tử. Sản xuất chiếc PZL M28 Skytruck, bay chuyến đầu tiên vào ngày 24 tháng 7 năm 1993 và được sản xuất hạn chế, chủ yếu cho xuất khẩu. Loại này nhận giấy phép chứng nhận Ba Lan vào tháng 3 năm 1996, và bằng US FAR Park 23 vào ngày 19 tháng 3 năm 2004.
Cùng với Skytruck, PZL Mielec cũng phát triển một dòng máy bay vận tải hạng nhẹ và máy bay do thám tàu ngầm cho Không quân Ba Lan và Hải quân Ba Lan vào những năm 1990, với động cơ PZL-10S, có tên PZL M28B ở Không quân và Bryza ở Hải quân. Từ năm 2000, sản phẩm M28B mới được trang bị động cơ với 5 cánh quạt.

## Hình dáng

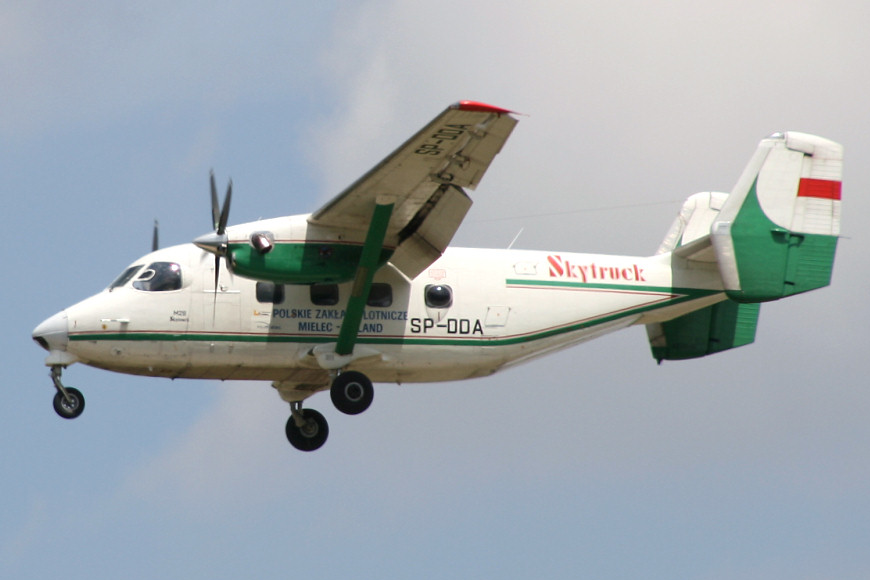
PZL M28 Skytruck

Đây là loại máy bay một lớp cánh bằng kim loại với hai động cơ trên cánh, với hai cánh gió thẳng đứng và một bộ đáp gồm ba bánh không có khả năng rụt vào, có một bánh xe có thể điều khiển nằm ở đầu để giúp hoạt động trong phạm vi ngắn, không chuẩn bị đường dài nơi nóng hoặc có độ cao lớn so với mặt biển có thể hoạt động. Chiếc M28 phù hợp nhất cho việc chở khách hoặc chở hàng hoá.
- Khả năng cất và hạ cánh trên đường băng ngắn.
- Khả năng vận hành hoàn hảo ở tốc độ thấp khi bay.
- Có khả năng chở hàng nặng, thực hiện nhiều nhiệm vụ khác nhau.
- Khả năng hoạt động trên đường băng không được lát đá.
- Dễ dàng đưa hàng vào thông qua các cửa hàng phía sau, được gắn với một máy nâng để tải hàng hóa và di chuyển bên trong cabin
- Cánh được sắp xếp cao để bảo vệ động cơ và cánh quạt trước sự tàn phá khi di chuyển trên đường băng không được lát đá.
- Dễ dàng và nhanh chóng thay đổi nội thất buồng lái.
- Chi phí điều hành thấp.
- Động cơ PT6 của dạng cấu hình võng xuống giúp bảo vệ hiệu quả trước sự hút vào của các vật thể bên ngoài do giải phân cách quán tính được đặt bên trong ống hút gió.

Trong thiết kế bình thường, một điểm đáng chú ý của An-28 là nó sẽ không chòng chành, nhờ vào những thanh mỏng tự động. Một động cơ không tốt sẽ thường xuyên khiến cánh bị nghiêng 30° do một tấm lệch dòng khí động lực phía trước cánh liệng mở ra ở cánh đối diện, khiến cánh chỉ bị nghiêng 12° trong 5 giây.

## Lịch sử vận hành
176 chiếc An-28 và M28 là những biến thể khác nhau được sản xuất ở Ba Lan vào năm 2006. Phần lớn khách hàng đều là những quốc gia thuộc Xô Viết cũ và Không quân Ba Lan và Hải quân (khoảng 25 chiếc tính tới năm 2006), những nước sử dụng ít hơn là Mĩ, Nepal, Colombia, Venezuela, Việt Nam và Indonesia.
Vào ngày 12 tháng 2 năm 2009, tờ AirForceTimes cho biết Không lực biệt động Mĩ (AFSOC) có thể nhận 10 chiếc PZL M28 Skytrucks vào tháng 6 năm 2009.

## Các biến thể

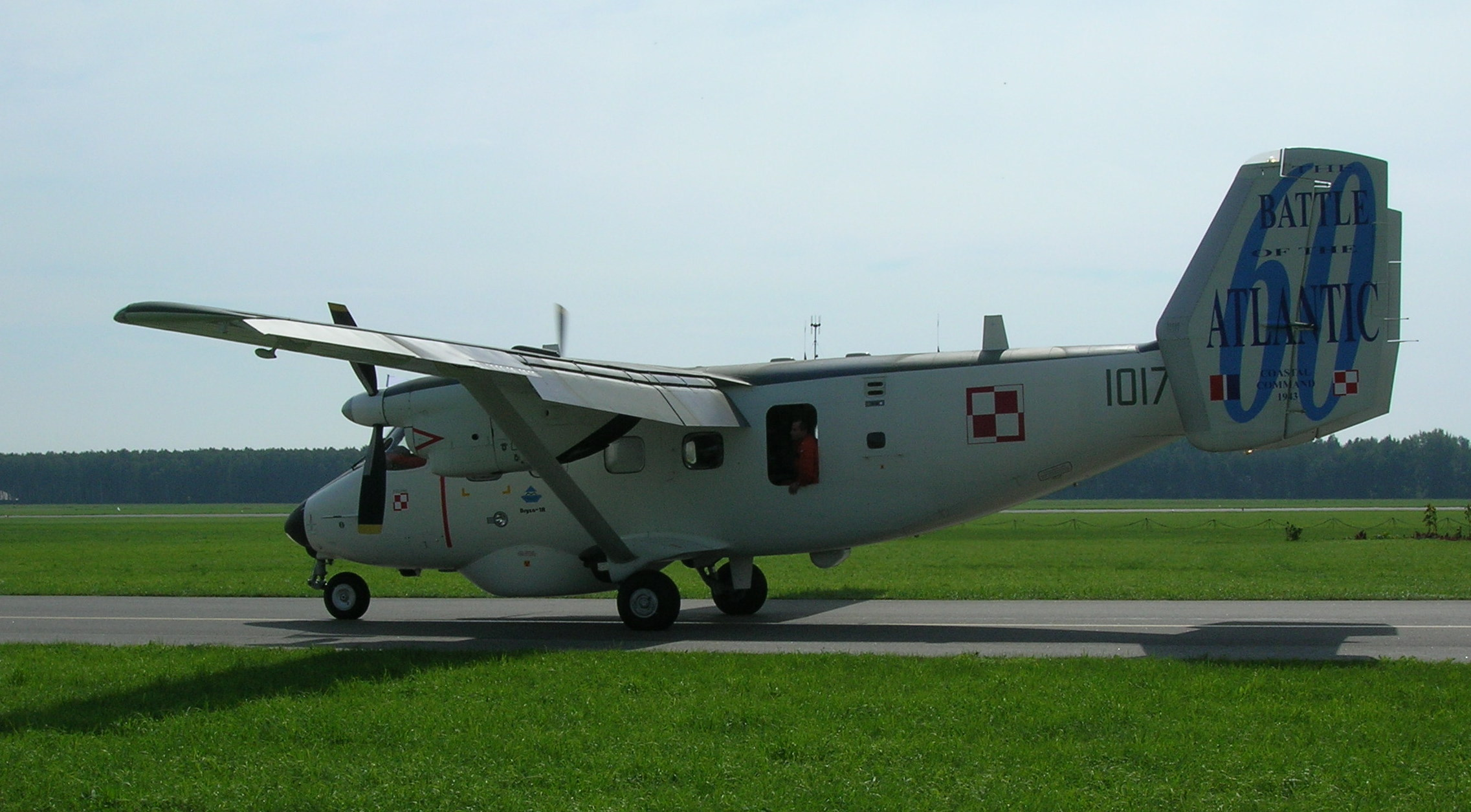
PZL M28B Bryza 1R

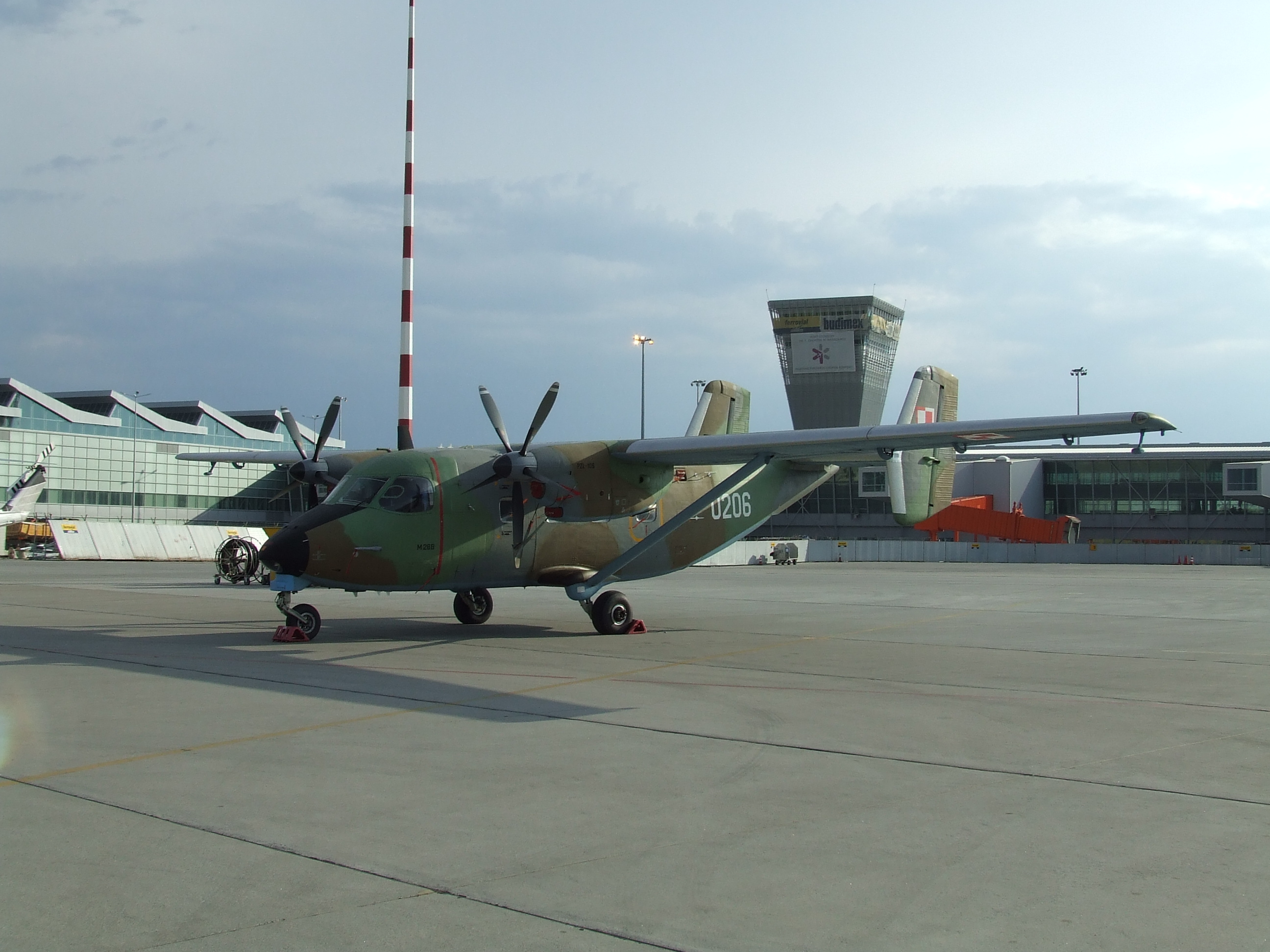
M28 Bryza ở sân bay Okęcie

### Các biến thể khung máy bay

#### PZL An-28
Biến thể ban đầu được sản xuất dưới sự cho phép của Antonov, với động cơ PZL-10S.

#### PZL M28 Skytruck
Biến thể được phát triển với vỏ và cánh được thiết kế lại, động cơ Pratt & Whitney Canada mới, bộ phận điện tử mới, rotor năm cánh quạt, và một số thay đổi khác.

#### PZL M28B Bryza
Biến thể của quân đội được Không quân Ba Lan và Hải quân Ba Lan dùng, giống với Skytruck, nhưng dùng động cơ PZL 10S.

#### PZL M28+ Skytruck Plus
Nguyên mẫu của biến thể kéo dài mới với không gian bên trong nhiều hơn.

### Biến thể dùng trong quân đội Ba Lan

#### PZL An-28TD
Biến thể cơ bản dùng để vận tài. Được sử dụng chủ yếu để vận chuyển và đào tạo nhảy dù (2 chiếc được sản xuất).

#### PZL M28B
Một số biến thể tương tự như để vận chuyển hàng hoá được cải thiện và nâng cấp hệ thống điện tử gồm cả khung máy bay: Bryza 1TD (2 chiếc), M28B (3 chiếc), M28B Salon (1 chiếc), M28B TDII, TDIII và TDIV (Mỗi loại được chế tạo 2 chiếc).

#### PZL M28B Bryza 1R
Tuần tra trên biển và các biến thể trinh sát (được trang bị: Radar 360 °, hệ thống tìm kiếm và giám sát ASR-400, hệ thống xử lý dữ liệu Link-11). Được sử dụng chủ yếu để tuần tra biên giới biển, tìm kiếm và cứu hộ và bảo vệ vùng biển quốc gia (7 chiếc).

#### PZL M28B Bryza 1E
Kiểm soát vùng sinh thái biển và bảo vệ bờ biển (2 chiếc).

#### PZL M28B Bryza 1RM bis
Kiểm soát vùng biển và trinh sát với khả năng phát hiện tàu ngầm, sản xuất năm 2004 (trang bị hệ thống dò tìm và giám soát 360 độ Radar ARS-800-2, sử dụng các phao âm học để phát hiện tàu ngầm, hệ thống hình ảnh nhiệt (FLIR), phát hiện từ trường bất thường, hệ thống xử lý dữ liệu Link-11). Sử dụng chủ yếu để tuần tra bờ biển, tìm kiếm, cứu hộ và bảo vệ vùng biển quốc gia (1 chiếc sản xuất năm 2006). 

#### PZL M28 05 Skytruck
Tuần tra trên biển và biến thể SAR cho bộ đội biên phòng Ba Lan (được trang bị radar tìm kiếm và giám sát ARS-400M cùng hệ thống FLIR) (1 được sản xuất vào năm 2006).

## Các nước sử dụng

### Indonesia
- Quân đội Indonesia

### Nepal
- Quân đội Nepal

### Ba Lan
- Không quân Ba Lan
- Hải quân Ba Lan
- Bộ đội biên phòng Ba Lan

### Suriname
- Blue Wing Airlines

### Venezuela
- Quân đội Venezuela

### Việt Nam
- Không quân Việt Nam
- Lực lượng Không quân Hải quân, Quân đội nhân dân Việt Nam

### Hoa Kỳ
- Không quân Hoa Kỳ

## Các đặc điểm kĩ thuật (PZL M28)

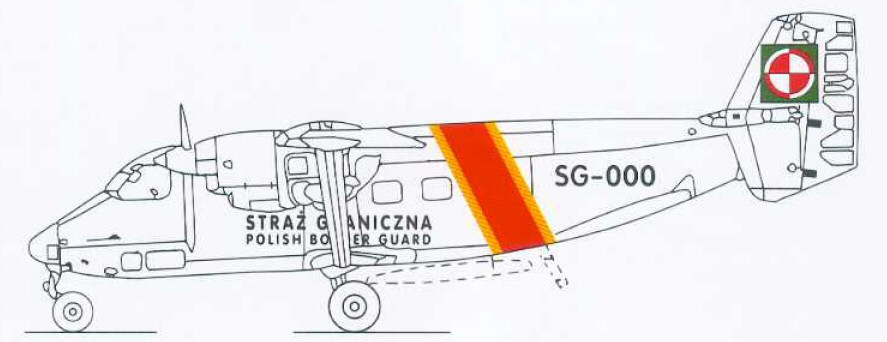
PZL M28B Bryza

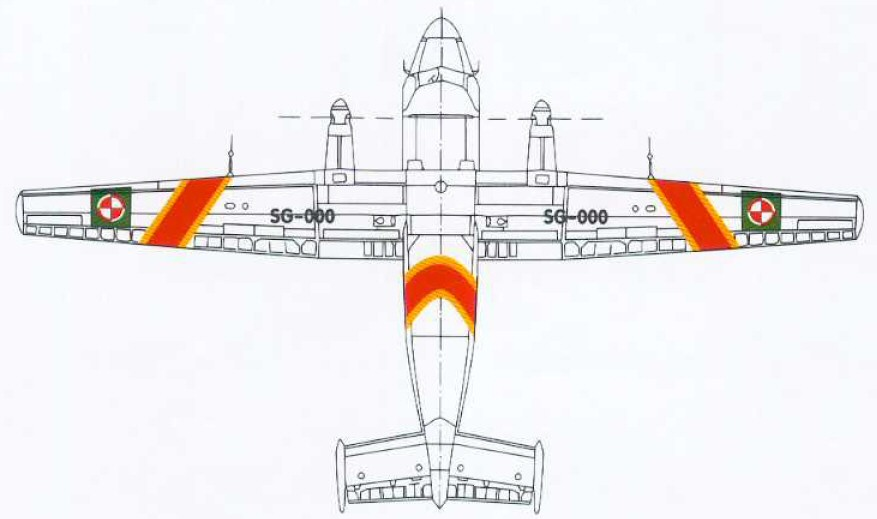
PZL M28B Bryza

### Các đặc tính chung
- Phi hành đoàn: 2
- Sức chứa: 18 khách, 12 lính
- Khối lượng hàng: 3,083 kg (6,782 lb)
- Chiều dài thân: 13.1 m (42 ft 11½ in)
- Chiều dài cánh: 22.06 m (72 ft 5 in)
- Chiều cao: 4.9 m (16 ft 1 in)
- Diện tích vùng cánh: 39.7 m² (427.51 ft²)
- Trọng lượng rỗng: 3,917 kg (8,635 lb)
- Trọng lượng tối đa khi cất cánh: 7,000 kg (15,432 lb)
- Động cơ: 2× Pratt & Whitney Canada PT6A-65B turboprops, 820 kW (1,100 shp) mỗi chiếc

### Thông số bay
- Tốc độ tối đa: 350 km/h (189 kt)
- Tốc độ tuần tra: 350 km/h (189 kt)
- Quãng đường tối đa: 1,365 km (737 nm) với nhiên liệu đầy và 1,000 kg (2,205 lb) hàng hoá
- Độ cao tối đa khi bay: 7.620 m